# Okręty podwodne typu Karp
Okręty podwodne typu Karp – typ trzech rosyjskich okrętów podwodnych z okresu sprzed I wojny światowej, skonstruowanych w Niemczech. Były to zoptymalizowane do pływania nawodnego dwukadłubowe okręty zaprojektowane przez D’Equevilley-Montjustina. Projekt stanowił daleko idące odstępstwo od konstrukcji eksperymentalnego „Forelle”, tego samego konstruktora, i w dużym stopniu korzystał z danych otrzymanych przez stocznię Friedrich Krupp Germaniawerft podczas nieudanych negocjacji licencyjnych z Simonem Lakem, dotyczących konstrukcji amerykańskiego wynalazcy. Jednostki te wyposażone były w wewnętrzne zbiorniki balastowe oraz zbiorniki kompensacyjne po obu końcach okrętu oraz stery głębokości na dziobie i rufie. Trzy okręty tego typu zostały wybudowane w Germaniawerft na zamówienie marynarki wojennej Imperium Rosyjskiego, w związku z wojną rosyjsko-japońską. Po wybudowaniu w 1908 roku zostały jednak przetransportowane pociągiem do Odessy nad Morzem Czarnym. W nocy 11 czerwca (29 maja wg starego kalendarza) 1909 roku, pancernik „Rostisław” przypadkowo staranował i zatopił „Kambalę” (20 ofiar). Dwie pozostałe jednostki, „Karp” i „Karas'”, zostały przetransportowane do Sewastopola w maju 1917 roku, po czym samozatopione 26 kwietnia 1919 roku.
W oparciu o ten projekt, Germaniawerft wybudowała ulepszoną jednostkę „Kobben”, która została sprzedana Norwegii, gdzie w roku 1913 przyjęła oznaczenie A-1. Okręt służył głównie do celów szkoleniowych i został sprzedany na złom w roku 1933.